# Heavy Iron Studios
Heavy Iron Studios est un studio américain de développement de jeux vidéo fondé en 1999 et basé à  Los Angeles en Californie. Ancien studio de THQ, il devient un développeur indépendant en mai 2009.

## Jeux
| Titre                                                    | Année | Plates-formes                                                       |
| -------------------------------------------------------- | ----- | ------------------------------------------------------------------- |
| Evil Dead: Hail to the King                              | 2001  | Microsoft Windows, Dreamcast, PlayStation                           |
| Scooby-Doo : La Nuit des 100 frissons                    | 2002  | Xbox, PlayStation 2, Nintendo GameCube                              |
| Bob l'éponge : Bataille pour Bikini Bottom               | 2003  | Xbox, PlayStation 2, Nintendo GameCube                              |
| The SpongeBob SquarePants Movie                          | 2004  | Xbox, PlayStation 2, Nintendo GameCube                              |
| Les Indestructibles                                      | 2004  | Xbox, PlayStation 2, Nintendo GameCube, Microsoft Windows, Mac OS X |
| Les Indestructibles : La Terrible Attaque du Démolisseur | 2005  | Xbox, PlayStation 2, Nintendo GameCube, Microsoft Windows, Mac OS X |
| Ratatouille                                              | 2007  | Xbox 360, PlayStation 3, Wii, PlayStation 2, Nintendo GameCube      |
| WALL-E                                                   | 2008  | Xbox 360, PlayStation 3, Wii                                        |
| Là-haut                                                  | 2009  | Xbox 360, PlayStation 3, Wii                                        |
| Bob l'éponge : Truth or Square                           | 2009  | Xbox 360, Wii                                                       |
| UFC Trainer : The Ultimate Fighting                      | 2011  | Xbox 360, PlayStation 3, Wii                                        |
| Family Guy: Back to the Multiverse                       | 2012  | Microsoft Windows, Xbox 360, PlayStation 3                          |
| Harley Pasternak's Hollywood Workout                     | 2012  | Xbox 360, Wii                                                       |
| Fat City                                                 | 2015  | PlayStation 4, Xbox One, Wii U, PlayStation Vita                    |
| Amazon Odyssey (VR)                                      | 2017  | Microsoft Windows (Requires HTC Vive)                               |

### Jeux codéveloppés
| Titre                                    | année | Plates-formes                                                       |
| ---------------------------------------- | ----- | ------------------------------------------------------------------- |
| South Park: The Stick of Truth           | 2014  | Microsoft Windows, Xbox 360, PlayStation 3, Xbox One, PlayStation 4 |
| Epic Mickey 2: The Power of Two          | 2012  | Wii U                                                               |
| Disney Infinity                          | 2013  | Wii U, Wii                                                          |
| Disney Infinity 2.0: Marvel Super Heroes | 2014  | Microsoft Windows, Wii U, iOS                                       |
| Disney Infinity: Toy Box                 | 2014  | Microsoft Windows, iPad                                             |
| Disney Infinity 3.0                      | 2015  | Microsoft Windows, Wii U, iOS                                       |